# Sitting in the Park (Again!)
Sitting in the Park (Again!) er det tredje studiealbum af den danske gruppe Gangway, udgivet i juli 1988. Albummet består af nye indspilninger af ni gamle Gangway sange - samt et enkelt nyt - og var oprindeligt beregnet til det engelske marked.

## Baggrund
I 1987 skrev Gangway kontrakt med PolyGram Internationals engelske afdeling, efter at deres tidligere pladeselskab Irmgardz var gået konkurs. Målsætningen var et gennembrud i England, hvor man tidligere havde udvist interesse for gruppen - ikke mindst  på grund af albummet Sitting in the Park. Sanger Allan Jensen fortalte til musikmagasinet MM i 1988: "Den umiddelbart mest nærliggende løsning var da at genudsende pladen [Sitting in the Park]. Men vores tidligere pladeselskab stillede sig på bagbenene og nægtede at sælge originalbåndene. Så vi tænkte "Fuck it - vi indspiller påny!" [...] Pladen her er ikke beregnet på Danmark. Den vil naturligvis være tilgængelig i forretningerne herhjemme, men den skal ikke opfattes som Gangways nye LP."
Med den engelske producer David Motion genindspillede Gangway seks af sangene fra Sitting in the Park, to fra debuten The Twist, deres første single "Out on the Rebound From Love" samt en ny sang, "Here's My House". Albummet blev indspillet i løbet af to måneder i Werner Studio i København og mixet i Quad Studios i New York af amerikaneren Michael Brauer, der tidligere havde mixet kunstnere som Grace Jones, Aretha Franklin og Madness. PolyGrams underafdeling London Records udsendte i 1988 den genindspillede "My Girl and Me" som første single. På trods af flittig airplay på BBC Radio 1 blev singlen nedprioriteret af pladeselskabet, der koncentrerede sig om deres mere succesfulde kunstnere. PolyGram opgav England og forsøgte i stedet at lancere gruppen i Tyskland. Selvom singlerne "My Girl and Me" og "Here's My House" fik radio-airplay flere steder i Europa, udeblev det håbede gennembrud. Sitting in the Park (Again!) udkom aldrig i England. Det har solgt 20.000 eksemplarer.

## Spor
Alt tekst og musik er skrevet af Henrik Balling, undtagen "Out on the Rebound From Love" tekst af Allan Jensen.
1. "My Girl and Me" – 3:43
2. "Sitting in the Park" – 3:28
3. "The Loneliest Being" – 3:47
4. "Here's My House" – 3:19
5. "Out on the Rebound From Love" – 3:34
6. "Violence, Easter and Christmas" – 3:50
7. "The Party's Over" – 3:32
8. "Do You Remember" – 4:03
9. "This Can't Be Love" – 4:36
10. "Yesterday, When I Was Drunk" – 5:03

## Personel
Gangway
- Allan Jensen – vokal, bas
- Henrik Balling – guitar
- Torben Johansen – keyboards
- Gorm Ravn-Jonsen – trommer

Yderligere musikere
- Ib Hermann – cello
- Mette Bugge Madsen – klarinet
- Poul-Erik Vilsbæk – valdhorn
- Per Walther – violin
- Søren Wolff – oprindeligt strygerarrangement på "My Girl and Me"

Produktion
- David Motion – producer
- Nick Rogers – lydtekniker
- Michael Brauer – mixer
- David Band – cover
- David Storey – cover
- Simon Fowler – foto